# Lindwedel
Lindwedel er en kommune i Samtgemeinde Schwarmstedt i Landkreis Heidekreis i den centrale del af den tyske delstat Niedersachsen. Kommunen har et areal på 16,56 km², og et indbyggertal på knap 2.600 mennesker (2013).

## Geografi
Lindwedel ligger nord for Schwarmstedt mellem Hannover og Walsrode. Grænsen til Region Hannover går ved Viehbruch med floden Fluss Grindau, som danner den naturlige grænse mellem Lindwedel og Plumhof.
Nabokommuner er Vesbeck, Oegenbostel, Plumhof, Berkhof, Sprockhof, Buchholz (Aller), Grindau og Esperke.
Kommunen Lindwedel består af landsbyerne Lindwedel og Hope.